# Het kinderbad
Het kinderbad (Engels: The Child's Bath) is een schilderij van Mary Cassatt. Deze voorstelling uit 1893 van een moeder die de voeten van haar dochter wast, is een van Cassatts bekendste werken. Sinds 1910 maakt het deel uit van de collectie van het Art Institute in Chicago.

## Voorstelling
Vanaf 1877 nam Cassatt op uitnodiging van haar vriend Edgar Degas deel aan de tentoonstellingen van de impressionisten. Net als Degas legde zij zich toe op het schilderen van menselijke figuren, maar anders dan de Fransman koos zij vaak voor huiselijke taferelen. Rond 1890, toen ze zich al had losgemaakt van de impressionisten, begon zij aan een uitgebreide serie doeken van moeders met kinderen. Net als veel van haar collega schilders was zij onder de indruk geraakt van Japanse houtsnedes, die opvielen door hun eenvoud en nauwkeurigheid en door de kunstig naast elkaar geplaatste kleurvakken. Een tentoonstelling in 1890 in de Académie des Beaux-Arts speelde hier een doorslaggevende rol in. 
De patronen op de achtergrond van Het kinderbad, die ervoor zorgen dat er weinig dieptewerking optreedt, verraden deze Japanse invloed. Het opvallende perspectief is ook ontleend aan Japanse voorbeelden. Cassatt zorgde ervoor dat de toeschouwer de kom met water ongeveer onder dezelfde hoek gadeslaat als de moeder en het kind dat doen. Als gevolg hiervan zijn de gezichten sterk verkort geschilderd.  Hierin volgde zij Degas, die ook vaak koos voor een invalshoek die in de schilderkunst ongebruikelijk is, maar in het dagelijks leven juist veel voorkomt. 
De combinatie van moeder en dochter was in de kunst lange tijd ongebruikelijk. Eeuwenlang voerden voorstelling van de Madonna met kind de boventoon. Op Het kinderbad houdt een moeder haar dochter stevig vast met haar linkerhand, terwijl haar rechter teder de voet van het meisje wast. Het kind leunt een beetje angstig achterover en steunt met haar mollige linkerarm op de knie van de vrouw. Met haar rechterhand houdt ze haar eigen dij stevig vast, een imitatie van de wassende hand van de moeder. Het schilderij heeft zo een bijzonder intieme uitstraling, zonder sentimenteel te worden.

## Herkomst
- 1893: het schilderij komt in bezit van de kunsthandelaar Durand-Ruel.
- 1910: verkocht aan het Art Institute.